# Aeroportul Internațional Chileka
Aeroportul Internațional Chileka (IATA: BLZ, ICAO: FWCL) este un aeroport din Malawi ce deservește zona Blantyre. 
Situat la o altitudine de 779 m, aeroportul dispune de 2 piste.

## Infrastructură

### Piste
Aeroportul dispune de 2 piste. Pista are orientarea 10/28.Pista are orientarea 15/33.